# リリカルDS
『リリカルDS』は2008年5月30日にま〜まれぇどより発売された18禁恋愛アドベンチャーゲームである。

## ストーリー
（出典：）
本作はま〜まれぇどから発売されたこんねこ・みらろま・リリカル♪りりっくのヒロインたちの後日談を収録したファンディスクである。8本の後日談がある。

### リリカル♪りりっく
ふたりはいつもさくら色
リリカル♪りりっくの朝倉七音ルートから1年後。高槻拓登と七音は3年生になってからも仲良く付き合っていた。しかし2人でデートをしたことがないことに気が付く。友人たちの応援にしたがって、2人は初デートをする。
貴水の着せ替え講座
拓登は友人たちに内緒で貴水鈴と同棲生活を送っていた。ある日、鈴の提案により、拓登は彼女とランジェリーショップに行くことになる。そこで拓登は鈴による着替え講座に付き合わされることになる。
指きりAfter
現実世界に残ったクゥと拓登は暮らしていた。学園の卒業式が近づいたある日、彼女と過ごしてきた日々を回想し、拓登はある重大な決断をする。
お姫様とはちみつ
拓登とアンリエッタは晴れて両想いとなった。膨らむ恋心とは反対に、2人だけで会う機会はなかなか訪れず、もどかしい想いを2人は感じていた。ある日、アンリエッタが風邪に罹ったと聞いて、拓登は喉にいいというハチミツをプレゼントする。しかしそのハチミツが想像もしていなかったハプニングを引き起こす。
リリカル♪りりっく 特別編 〜涼子ストーリー〜
拓登は学園祭の実行委員に選ばれた。彼はクラス委員長である大道寺涼子と協力し、学園祭の準備を進める。次第に2人は親密になっていき、お互いを異性として意識し始める。ある日、学園祭のために準備した飾り付けが壊されてしまう。

### みらろま
楓ちゃんの新妻な毎日
高原真一が鍵の呪いから解放されてから数カ月後。彼の妹・高原愛が旅行に出かけてしまい、真一は家に1人となってしまった。そこへ、真一の世話をするために楓がやってくる。しばらく2人は一緒に住むことになり、新婚生活のような日々を送る。

### こんねこ
特盛デート 〜今夜は寝かせないわよ〜
悠木菜子が初めて片瀬有羽の家に泊まることになり、彼は緊張していた。友人たちに冷やかされながらもデートを終え、2人は緊張しながら有羽の家に入る。有羽の家で、菜子は用意していたサプライズを彼に見せる。

### みらねこりりっく
こんねこ・みらろま・リリカル♪りりっくの合同ストーリー。不可思議な現象によって、3つの作品の主人公たちが一体化してしまった。元に戻す手段が見つからないため、彼らに恋するヒロインたちが、融合した主人公の争奪戦を始める。

## 登場人物
（出典：）

### リリカル♪りりっく
朝倉 七音（あさくら ななお）
拓登の幼なじみ。スポーツが得意で、快活な性格である。子供のころはお転婆な少女だったため、拓登は未だに苦手意識を持っている。
貴水 鈴（たかみ りん）
拓登の同級生かつ生徒会副会長。教師にすら議論で勝つほど頭がいい。美人ではあるが、近寄りがたい雰囲気を持つ。
クゥ
拓登の前に突然現れた少女。彼女に関する情報は少なく、「クゥ」という名前以外に知られていることは少ない。無口で世間知らずな性格である。
アリエッタ
異世界・ハーモニアのお姫様。従順な性格で人の言うことを何でも信じてしまうため、少し危なっかしい。拓登に歌姫探しをお願いする。
大道寺 涼子（だいどうじ りょうこ）
拓登の同級生で、生徒会書記。気弱な性格で、いつもおどおどしている。七音の親友である。

### みらろま
月宮 楓（つきみや かえで）
真一の同級生かつ神社の巫女。家庭的な少女であり、学園の男子からの人気が高い。

### こんねこ
悠木 菜子（ゆうき なこ）
有羽の同級生。子供のころに両親を亡くすという辛い目に遭っている。現在はガラス工房のアルバイトで身を立て、学園に通っている。感情が高まるとピコピコハンマーを取り出し、周りの人を叩く癖がある。

## スタッフ
（出典：）
- ディレクター - 武内よしみ
- 原画 - みけおう、フミオ、ちこたむ
- シナリオ - 黒白線、南愛恵、Oじろー、フレーム
- グラフィックチーフ - ばんろっほ
- プログラム - Leshade Entis